# Grant (Alabama)
Grant è un comune degli Stati Uniti d'America situato nella contea di Marshall dello Stato dell'Alabama.